# Robin Santana Paulino

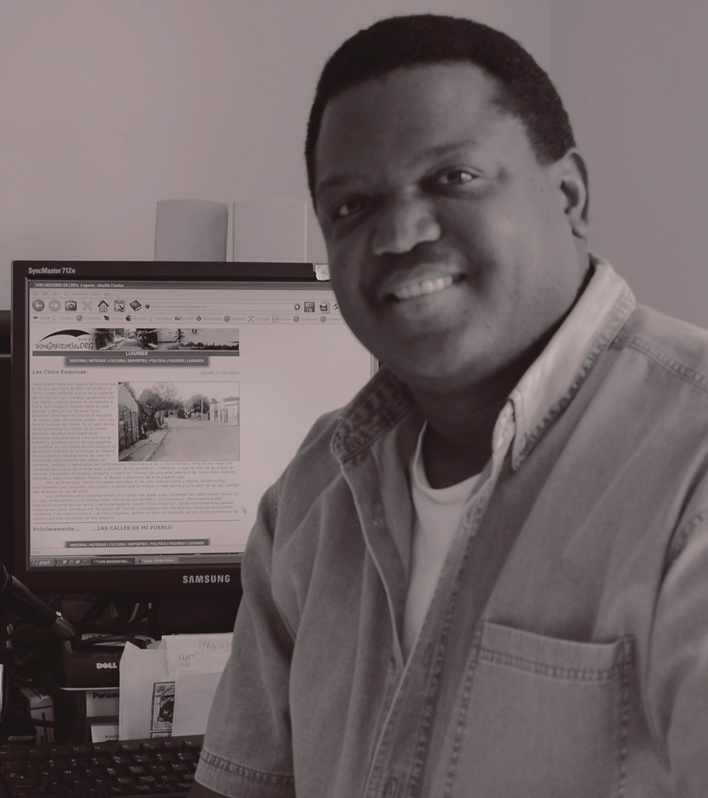
Robin Santana.

Robin Santana Paulino (nació el 1 de octubre de 1968 en Don Gregorio, Nizao, República Dominicana) es un escritor y poeta que tiene varios trabajos en producción. Fue cofundador del periódico El Municipio en Nizao junto al poeta Jesús María Santana y al periodista Radhamés Perdomo Castro.
Mr. Santana laboró por varios años como diseñador gráfico en el prestigioso periódico Listin Diario. También fue director de El Excálibur, periódico estudiantil de la Universidad de Montgomery en Takoma Park, Maryland.
Reside actualmente en Washington D. C.
Sus trabajo incluyen: 
- Con lágrimas de sangre, una novela.
- Mis Voces, una colección de poemas.
- Entre el río y el mar, un ensayo del estudio social de la vida en el pueblo de Don Gregorio.